# Citi Bike
Citi Bike es un sistema de intercambio de bicicletas públicas de gestión privada que sirve en parte de la ciudad de Nueva York. Es el programa de intercambio de bicicletas más grande en los Estados Unidos.  El sistema se inauguró el 23 de mayo de 2013, con 330 estaciones y 6.000 bicicletas.
Alta Bicycle Share fue seleccionado en septiembre de 2011 para desarrollar y operar el sistema de uso con la tecnología de Bixi Montreal.  El sistema «Citi Bike», que opera sin subsidios de la ciudad, pertenece a Citigroup, que gastó US $41 millones para ser su patrocinador principal durante seis años.  Al 28 de febrero de 2014, el número total de abonados anuales es de 97.864.  En octubre de 2013, ciclistas de Citi Bike hicieron cerca de 42.000 viajes al día.

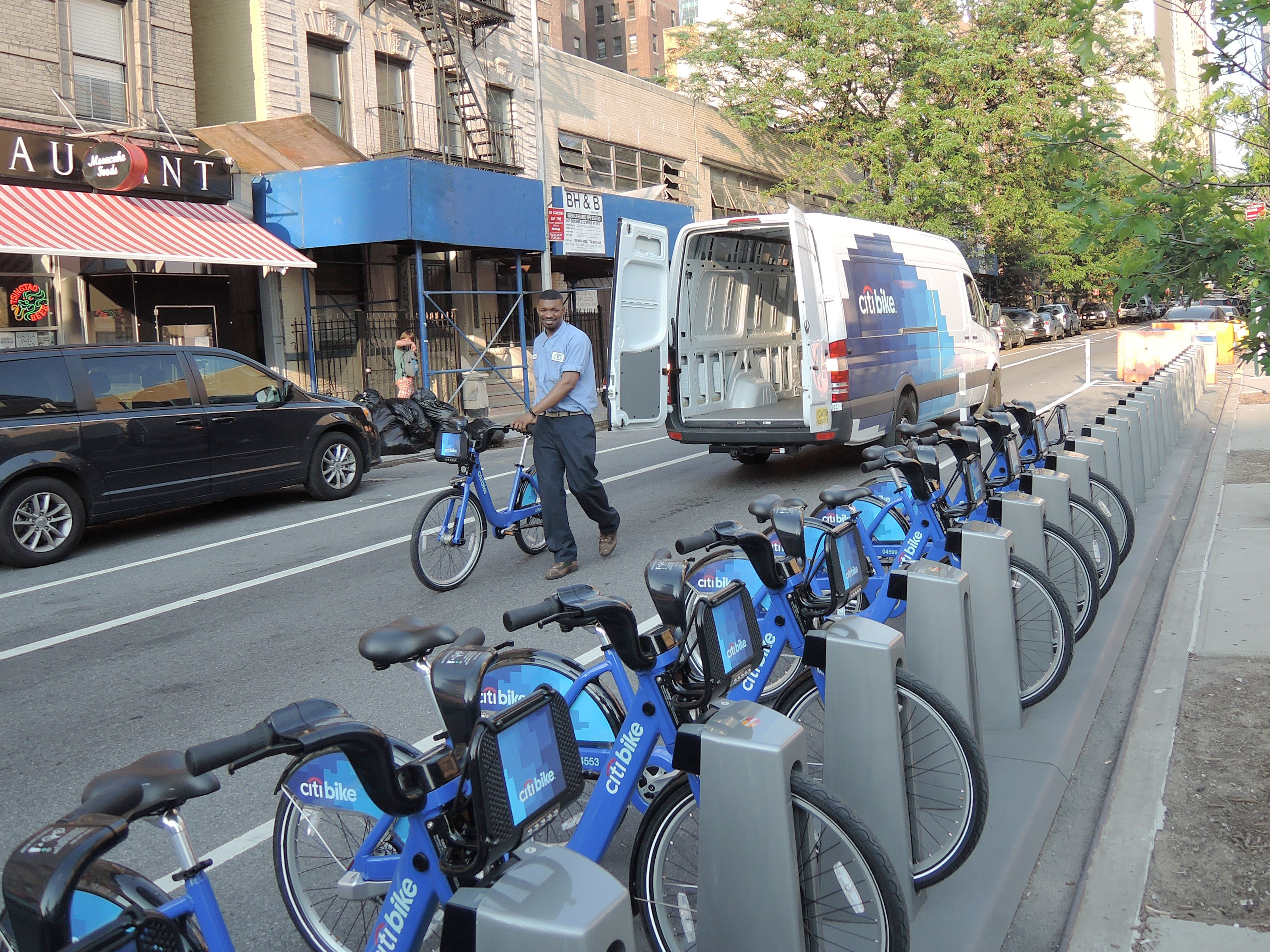
Entregando Citi Bike
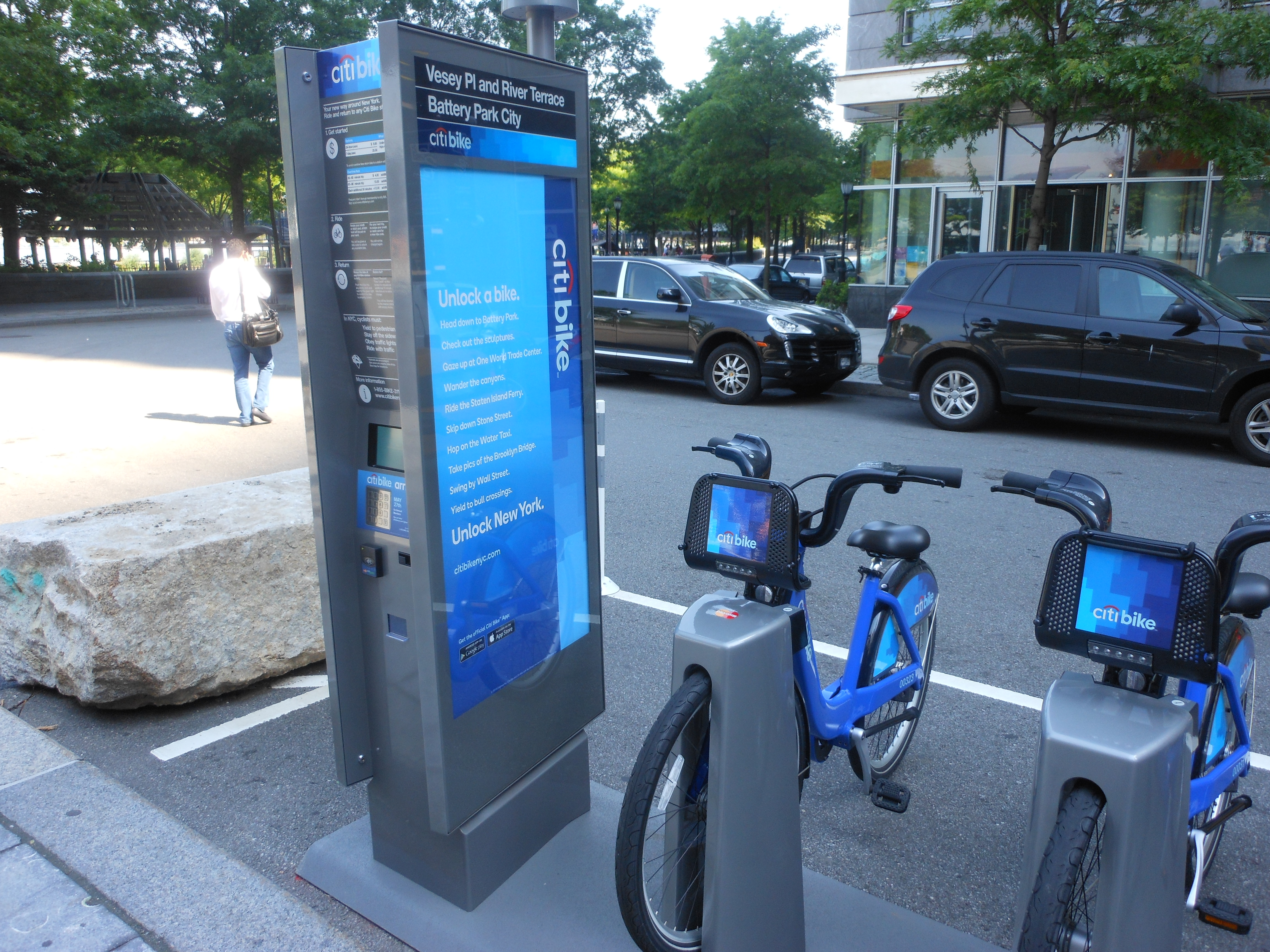
Estación de Pago Citi Bike
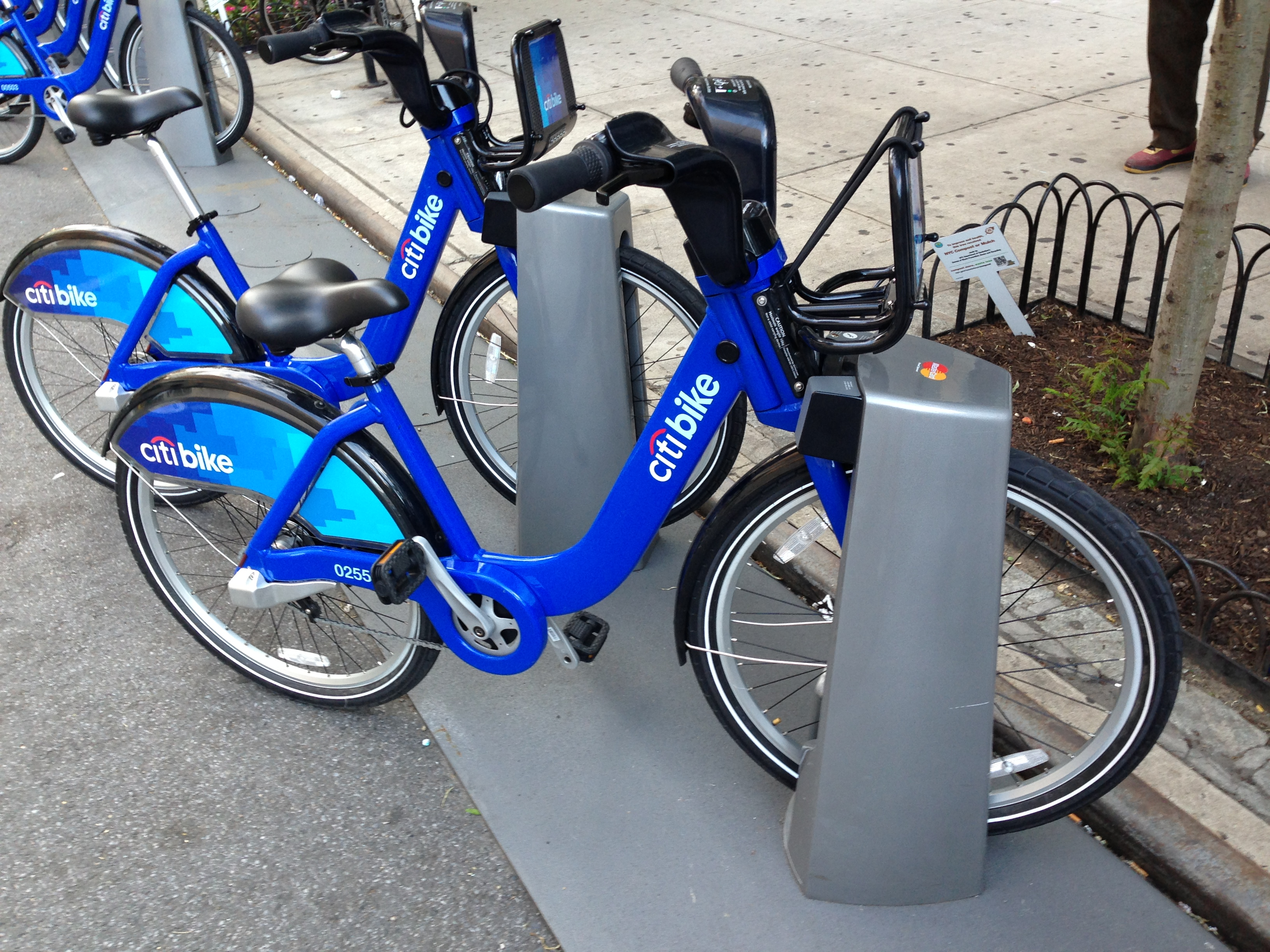
El logo de Citi Bike en la bici. La primera mitad, «Citi», es también el logotipo de Citigroup.
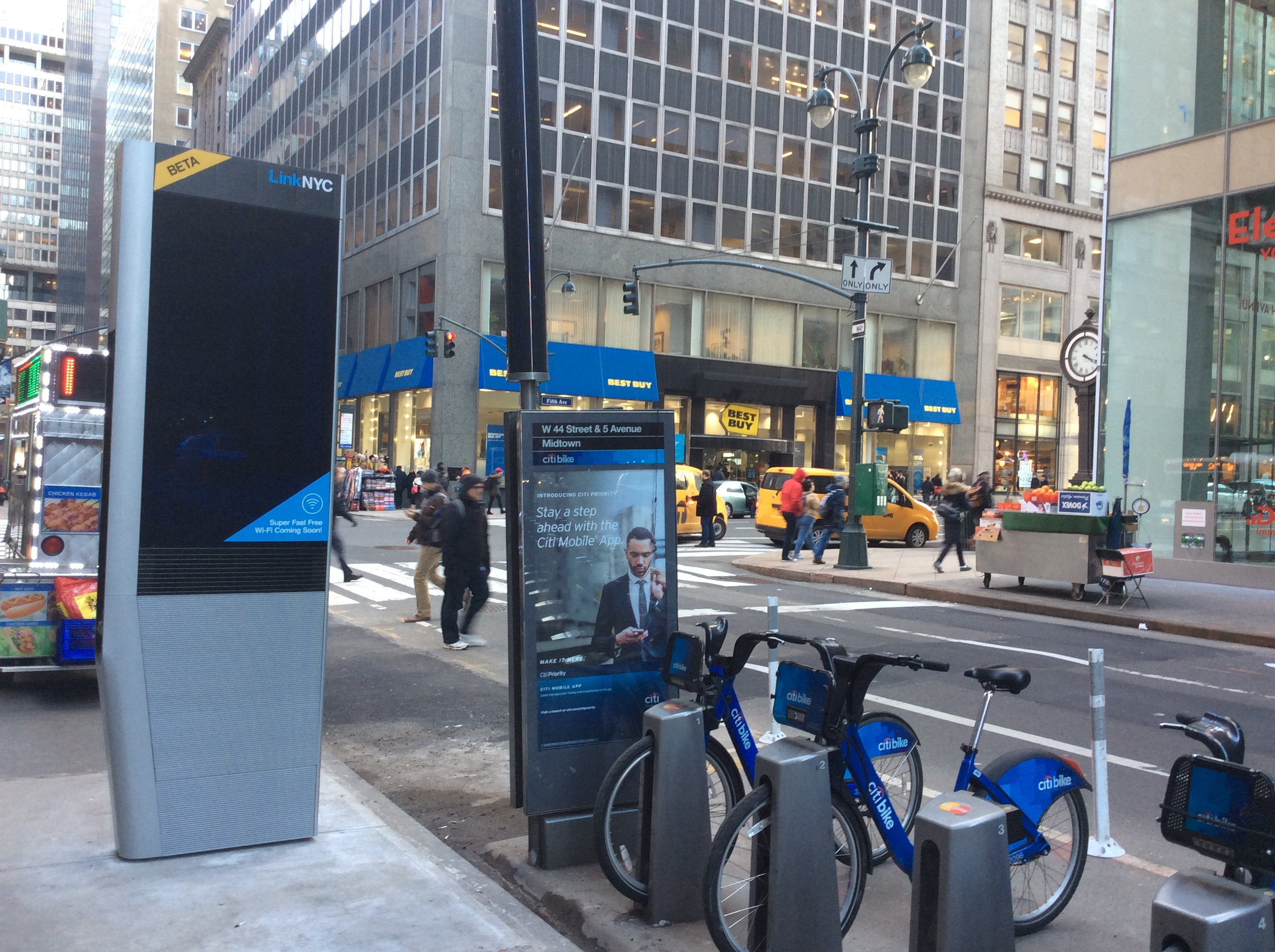
Estación de pago de Citi Bike en Midtown Manhattan; a la izquierda, una cabina de LinkNYC.